# Datový kontejner
Datový kontejner je v informatice označení metasouboru pro společné uložení dat a metadat v jednom počítačovém souboru. Společným uložením v jednom souboru je zjednodušena manipulace se souvisejícími daty (např. kopírování, distribuce k zákazníkovi), jejich synchronizace a aktualizace.

## Datové kontejnery
- DLL – kontejner pro sdílené knihovny (a další data)
- ELF – multiplatformní kontejner pro mnoho spustitelných formátů (a dalších dat)

## Multimediální kontejnery
Multimediální kontejner v jednom počítačovém souboru obsahuje jeden nebo více proudů multimediálních dat (zvukových stop, video streamů, dat). Jeden soubor tak může obsahovat zvukové stopy v různých jazycích, několik různých titulků a je zajištěna jejich vzájemná synchronizace. Uživatel si při přehrávání může vybrat, kterou kombinaci multimediálních dat chce použít.